# 최동명
최동명(미상 ~ )은 조선민주주의인민공화국의 정치인이다. 조선로동당 중앙위원회 정치국 위원 겸 당 중앙정무국 과학교육부 부장이다.

## 경력
2016년 조선로동당 중앙위원회 과학교육부 부장에 임명되었다. 2017년 10월 7일, 당 중앙위원회 제7기 제2차 전원회의에서 당 중앙위원회 위원으로 선출되었다. 2024년 12월 조선로동당 중앙위원회 비서 겸 과학교육부장, 조선로동당 정치국원으로 임명되었다.